# Nuoto ai Giochi della XX Olimpiade - 400 metri misti femminili
La competizione dei 400 metri misti femminili di nuoto ai Giochi della XX Olimpiade si è svolta il giorno 31 agosto 1972  alla Olympia Schwimmhalle di Monaco di Baviera.

## Programma
| Data           | Ora   | Round      | Note                           |
| -------------- | ----- | ---------- | ------------------------------ |
| 31 agosto 1972 | 10:30 | 5 Batterie | I migliori 8 tempi alla finale |
| 31 agosto      | 18:20 | Finale     |                                |

## Risultati

### Batterie
| Pos. | Atleta               | Nazione          | Tempo   | Pos F |
| ---- | -------------------- | ---------------- | ------- | ----- |
| 1    | Gail Neall           | Australia        | 5'11"89 | 6 Q   |
| 2    | Susan Hunter         | Nuova Zelanda    | 5'14"47 | 9     |
| 3    | Jaroslava Slavíčková | Cecoslovacchia   | 5'18"53 | 14    |
| 4    | Birutė Užkuraitytė   | Unione Sovietica | 5'20"05 | 16    |
| 5    | Helga Niemann        | Germania Ovest   | 5'21"97 | 20    |
| 6    | Shelagh Ratcliffe    | Gran Bretagna    | 5'24"27 | 25    |
| 7    | Helmi Boxberger      | Germania Ovest   | 5'32"31 | 34    |
| 8    | Silvia Borgini       | Argentina        | 5'44"22 | 38    |

| Pos. | Atleta           | Nazione      | Tempo   | Pos F |
| ---- | ---------------- | ------------ | ------- | ----- |
| 1    | Hennie Penterman | Paesi Bassi  | 5'14"99 | 11    |
| 2    | Marlies Pohl     | Germania Est | 5'15"38 | 13    |
| 3    | Jennifer McHugh  | Canada       | 5'20"25 | 17    |
| 4    | Debbie Bengtson  | Canada       | 5'21"62 | 19    |
| 5    | Eva Sigg         | Finlandia    | 5'22"92 | 22    |
| 6    | Karen Moras      | Australia    | 5'24"13 | 24    |
| 7    | Kirsten Strange  | Danimarca    | 5'25"97 | 30    |

| Pos. | Atleta              | Nazione       | Tempo   | Pos F |
| ---- | ------------------- | ------------- | ------- | ----- |
| 1    | Lynn Vidali         | Stati Uniti   | 5'09"67 | 4 Q   |
| 2    | Novella Calligaris  | Italia        | 5'11"16 | 5 Q   |
| 3    | Gerda Lassooij      | Paesi Bassi   | 5'22"09 | 21    |
| 4    | Maria Isabel Guerra | Brasile       | 5'24"43 | 26    |
| 5    | Trine Krogh         | Norvegia      | 5'25"08 | 28    |
| 6    | Diane Walker        | Gran Bretagna | 5'28"82 | 31    |
| 7    | Eleni Avlonitou     | Grecia        | 5'32"49 | 35    |
| 8    | Béatrice Mottoulle  | Belgio        | 5'35"38 | 36    |

| Pos. | Atleta          | Nazione          | Tempo   | Pos F |
| ---- | --------------- | ---------------- | ------- | ----- |
| 1    | Evelyn Stolze   | Germania Est     | 5'06"96 | 1 Q   |
| 2    | Jenny Bartz     | Stati Uniti      | 5'07"31 | 2 Q   |
| 3    | Nina Petrova    | Unione Sovietica | 5'13"42 | 7 Q   |
| 4    | Yukari Takemoto | Giappone         | 5'20"89 | 18    |
| 5    | Wijda Mazereeuw | Paesi Bassi      | 5'24"00 | 23    |
| 6    | Laura Vaca      | Messico          | 5'24"63 | 27    |
| 7    | Roselina Angee  | Colombia         | 5'35"44 | 37    |

| Pos. | Atleta            | Nazione       | Tempo   | Pos F |
| ---- | ----------------- | ------------- | ------- | ----- |
| 1    | Leslie Cliff      | Canada        | 5'08"64 | 3 Q   |
| 2    | Mary Montgomery   | Stati Uniti   | 5'13"62 | 8 Q   |
| 3    | Angela Franke     | Germania Est  | 5'14"81 | 10    |
| 4    | Anita Zarnowiecki | Svezia        | 5'15"05 | 12    |
| 5    | Susan Richardson  | Gran Bretagna | 5'19"53 | 15    |
| 6    | Susanne Niesner   | Svizzera      | 5'25"23 | 29    |
| 7    | Gisela Cerezo     | Venezuela     | 5'29"56 | 32    |
| 8    | María Ballesteros | Messico       | 5'31"06 | 33    |

### Finale
| Pos.    | Atleta             | Nazione          | Tempo   | Nota            |
| ------- | ------------------ | ---------------- | ------- | --------------- |
| Oro     | Gail Neall         | Australia        | 5'02"97 | Record mondiale |
| Argento | Leslie Cliff       | Canada           | 5'03"57 |                 |
| Bronzo  | Novella Calligaris | Italia           | 5'03"99 |                 |
| 4       | Jenny Bartz        | Stati Uniti      | 5'05"56 |                 |
| 5       | Evelyn Stolze      | Germania Est     | 5'06"80 |                 |
| 6       | Mary Montgomery    | Stati Uniti      | 5'09"98 |                 |
| 7       | Lynn Vidali        | Stati Uniti      | 5'13"06 |                 |
| 8       | Nina Petrova       | Unione Sovietica | 5'15"68 |                 |